# Illa de Benissanet
L'illa de Benissanet és un dels espais del complex de zones humides de les Illes de l'Ebre. Ocupa unes 18 hectàrees i es troba al sud d'aquesta població, just al davant del mas de la Sénia de la Barca. L'illa és compartida pels municipis de Benissanet -a la riba dreta, i Ginestar -a la riba esquerra, malgrat que la major part de la seva extensió pertany al primer dels municipis.
És una illa de petites dimensions coberta per tamarigars de Tamarix canariensis i T. Africana, ben estructurats, oberts i lluminosos (hàbitat d'interès comunitari, codi 92D0). De forma aïllada hi ha peus d'àlber (Populus alba) i salze (Salix alba) (hàbitat d'interès comunitari, codi 92A0).
Pel que fa a la fauna, constitueix una àrea de cria i refugi per a ardèids, corbs marins i ocells de ribera: oriol (Oriolus oriolus), blauet (Alcedo atthis), etc.
El conjunt de les illes fluvials de l'Ebre representen un rosari de biòtops pont que faciliten el desplaçament de multitud d'ocells de zones humides, des dels aiguamolls litorals -majoritàriament el delta de l'Ebre-, vers l'interior de la península Ibèrica. Tot i que el seu estat de conservació és bo i no s'identifiquen impactes específics sobre l'espai, la problemàtica ambiental que podria tenir l'espai en un futur serà molt semblant a la resta d'espais del complex de zones humides de les Illes de l'Ebre. És per aquest motiu que convindria plantejar-se la seva gestió i conservació de forma global.